# Trixagus algiricus
Trixagus algiricus is een keversoort uit de familie dwergkniptorren (Throscidae). De wetenschappelijke naam van de soort werd in 1862 gepubliceerd door Henri Achar de Bonvouloir.